# السير جون وينتورث، البارونيت الأول
السير جون وينتورث، البارونيت الأول (بالإنجليزية: Sir John Wentworth, 1st Baronet)‏ (وُلد في 9 أغسطس 1737 وتوفي في 8 أبريل 1820) الحاكمَ الاستعماري البريطاني في نيوهامبشير في فترة الثورة الأمريكية. وكان في وقت لاحق نائب حاكم نوفا سكوشا. دفن في سرداب كنيسة القديس بولس في مدينة هاليفاكس.

## النشأة
وُلد وينتورث في بورتسموث، نيوهامبشير، في 9 أغسطس 1737. أجداده من أوائل المستوطنين في مقاطعة نيوهامبشير، وهو حفيد جون وينتورث، الذي شغل منصب نائب حاكم المقاطعة في عشرينيات القرن العشرين، وهو ابن شقيق الحاكم بنينغ وينتورث، ومن سلالة «الزعيم» وليام وينتورث. والده مارك من كبار ملاك الأراضي والتجار في المقاطعة، ووالدته إليزابيث ريندي وينتورث من المستويات العليا في مجتمع نيوهامبشير. التحق بكلية هارفارد عام 1751، وحصل على درجة البكالوريوس في عام 1755 وعلى درجة الماجستير في عام 1758. خلال فترة وجوده في جامعة هارفارد، كان زميلًا دراسيًا للأب المؤسس ورئيس الولايات المتحدة جون آدمز، وأصبح صديقه الحميم مستقبلًا.
قام وينتورث الشاب بأول استثمار له عام 1759، وانضم إلى شراكة في شراء الأراضي وتطويرها في منطقة بحيرة وينيبيساوكي. تشاور وينتورث مع لجنة من الشركاء الذين أشرفوا على تسوية المجتمع، والتي أطلق عليها المستثمرون اسم وُلفبورو. أرسله والده إلى لندن للعمل على مصالحه التجارية نيابةً عنه في عام 1763. سرعان ما اختلط مع المستويات العليا من المجتمع البريطاني اعتمادًا على تقديم والده. أقام عددًا من العلاقات، من بينها علاقة مع ماركيز روكينغهام، السياسي البارز في حزب الأحرار، وكان بينهما قرابة بعيدة (رغم أن كليهما لم يعلما بها). عيّنت المقاطعة وينتورث، الذي بقي في لندن، في عام 1765 واحدًا من نوابها. أصبح روكينغهام في العام ذاته رئيسًا للوزراء، وسعى إلى إلغاء قانون الطابع المكروه. إنه لأمر غير مؤكد ما إذا أثر وينتورث على قرار روكينغهام، ولكن نائب نيوهامبشير، بارلو تريكوثيك، صاغ مع روكينغهام ورقة موقف بشأن هذه المسألة، وكان وينتورث متعاطفًا بوضوح مع المعارضة الاستعمارية لقانون الطابع.
قضى بنينغ عم وينتورث سنوات عديدة من حكمه يكسب المال بطريقة غير شرعية عن طريق منح الأراضي في الغرب من نهر كونيتيكت مقابل المال، وهي منطقة مختلف عليها بحسب زعم المقاطعة. قضى مجلس التجارة في عام 1746 أن الحدود الغربية لنيوهامبشير على نهر كونيتيكت، ومُنحت المنطقة (ولاية فيرمونت المستقبلية) بشكل حاسم لمقاطعة نيويورك. ومع ذلك، رفض الحاكم الاستقالة، ما دفع مجلس التجارة إلى التفكير في استدعائه. توسط وينتورث لعمه، وأقنعهم بالسماح له الاستقالة بكرامة حُبًّا بابن أخيه.
كُلف بمنصب الحاكم ونائب الأميرال في نيوهامبشير في أغسطس 1766، ومسّاح عام لغابات الملك في أمريكا الشمالية. قبل عودته إلى أمريكا الشمالية، حصل على درجة الدكتوراه في القانون العام من جامعة أكسفورد. وصل إلى تشارلستون بولاية كارولاينا الجنوبية في مارس 1767 بعد معبر صعب، حيث شرع في إجراء أول مسح رئيسي لغابات جورجيا وكالوريناس باسم التاج. ثم شق طريقه إلى الشمال عبر البر، واستُقبل في بورتسموث بموكب عظيم وحفل في 13 يونيو 1767.

## حاكم نيوهامبشير
قُسمت المقاطعة المتنامية تحت حكم وينتورث إلى خمس مقاطعات لتوزيع الوظائف الإدارية والقضائية على المجتمعات البعيدة عن بورتسموث. كان وينتورث مسؤولًا عن تسميتهم، واختيار أسماء الزعماء البريطانيين الحاليين (بما في ذلك روكينغهام)، لكنه سمى أيضًا مقاطعة سترافورد على اسم أحد أقاربه البعيدين، توماس وينتورث، الإيرل الأول لسترافورد.
بدأ أيضًا عملية تطوير الطرق بين المراكز السكانية الرئيسية في المقاطعة، المتنامية حول الساحل ونهري ميريماك وكونيتيكت. على الرغم من تردد مجلس المقاطعة في تمويل طرق جديدة، فإن وينتورث استخدم الأموال التي جمعها من منح الأراضي مقابل المال التي أصدرها مؤخرًا لدفع تكاليف العمل. ذُكر أنه شيد أكثر من 200 ميل (320 كم) من الطرق بتكلفة 500 جنيه إسترليني في عام 1771. أقنع المجلس في العام ذاته بتخصيص 100 جنيه إسترليني للمسّاح صموئيل هولاند لإنتاج أول خريطة تفصيلية عالية الجودة للمقاطعة.
من سخرية القدر أن وينتورث كان مسؤولًا عن إدخال تحسينات خطيرة على منظمة ميليشيا المقاطعة. عندما وصل إلى الحكم، كانت الميليشيا تتألف من نحو 10,000 رجلً، كانوا بحسب تقريره «مجهزين إلى حد خطير، ولم يكونوا منضبطين على الإطلاق». وسع نطاق الميليشيا، فأضاف 1600 رجل وثلاثة أفواج للقوة، وحضر استعراضات الفوج بانتظام.
على الرغم من نجاح وينتورث في منع نيوهامبشير من تنفيذ المقاطعات القاسية ردًا على قوانين تاونشند، فقد كان منزعجًا بوضوح من المقاومة الاستعمارية للقوانين البرلمانية وإدخال القوات في بوسطن عام 1768. كتب إلى روكينغهام أن حركة القوات من المرجح أن تكون مريبة، وأن الحكومة وغيرها من الإصلاحات من المرجح أن تنجح. في النهاية، تعرض رجال الأعمال في نيوهامبشير للضغوط لتبني مقاطعة البضائع البريطانية عندما هدد رجال الأعمال في ولاية ماساتشوستس بتعليق التجارة معهم.
بعد حادثة حفلة شاي بوسطن في أواخر عام 1773، وتأجيج التوترات في نيو إنجلاند، نجح وينتورث في إبطال مفعول التهديد بعمل مماثل في بورتسموث. بعد إصدار تعليمات دقيقة لقبطان السفينة الواصلة المحملة بشحنة من الشاي، غادر وينتورث بورتسموث إلى دوفر. أثناء غيابه، فُرّغ الشاي وخُزن في مكتب الجمارك في بورتسموث. أدى هذا إلى إزالة احتمال إلقاء الشاي كما كان الحال في بوسطن، ولكن بقي سكان البلدة يعارضون وجوده. تفاوضت لجنة من تجار بورتسموث حول ممرها الآمن إلى هاليفاكس، نوفا سكوشا، ونُقل الشاي بأمان عبر البلدة وأُعيد إرساله على السفينة.
بدأت شعبية وينتورث بالانخفاض في المقاطعة مع استمرار ارتفاع التوترات في ولاية ماساتشوستس المجاورة. عندما أُغلق ميناء بوسطن عقابًا على حادثة حفل الشاي، وجد حاكم ولاية ماساتشوستس توماس غيج صعوبة متزايدة في العثور على عمال مستعدين لدعم الجيش (على الرغم من البطالة المتفشية الناجمة عن إغلاق الميناء). لذلك طلب من وينتورث المساعدة لتأمين النجارين في نيوهامبشير لبناء ثكنات للقوات. عندما كُشفت أساليبه السرية للقيام بذلك ونُشرت، شجبته اللجان الثورية المحلية باعتباره «عدوًا للمجتمع». وعلى الرغم من حدسه أن الوصول إلى بول ريفير في 13 ديسمبر عام 1774 من المرجح أن يسبب المتاعب، فلم يتمكن من منع الميليشيات المحلية، التي أصبحت تحت سيطرة اللجان الثورية، من السير إلى حصن وليام وماري في اليوم التالي والاستيلاء على الأسلحة المحلية والبارود. حذر وينتورث الحامية قبل الحدث، ودعا إلى تقديم الدعم البحري بعد ذلك، لكنه كان بلا فائدة لوصوله بعد فوات الأوان.
في النهاية، طلب مزيدًا من التعزيزات لكنه لم يتلقَّ شيئًا، وأدرك أن أي محاولة لإلقاء القبض على زعماء التمرد سوف تؤدي إلى ثورة على الأرجح. نظم قوة صغيرة من الرجال الموثوق بهم للعمل حراسًا لشخصه وممتلكاته، وخلال أوائل عام 1775، كان الضغط على الموالين للمقاطعة يدفع بعضهم إلى الفرار إلى مناطق وجود الجيش البريطاني في بوسطن حيث الأمان. على الرغم من بدء الأعمال القتالية مع معارك ليكسينغتون وكونكورد في 19 أبريل (وبعدها توجهت ميليشيات نيوهامبشير جنوبًا للانضمام إلى حصار بوسطن)، عقد وينتورث اجتماعًا إقليميًا في أواخر مايو. رفضت اللجنة، المؤلفة أساسًا من متعاطفين مع المتمردين، النظر في القرار التوافقي الذي اقترحه رئيس الوزراء اللورد نورث لنزع فتيل الأزمة. لذلك أرجأ وينتورث الاجتماع على أمل أن يؤدي التأخير إلى تغيير الجو بشكل إيجابي. لم يحدث ذلك، وفي 30 مايو، بدأت ميليشيات المتمردين باحتلال بورتسموث وتحصينها. فاقم الكابتن أندرو باركلي، من السفينة الملكية سكاربورو، من حدة التوتر من خلال تجنيد الصيادين المحليين والاستيلاء على الإمدادات لاستخدامها من قبل القوات في بوسطن. تمكن وينتورث من نزع فتيل الموقف من خلال إقناع باركلي بإطلاق سراح الصيادين.
في 13 يونيو 1775 ، بعد أن حاصر منزله مجموعة من الرجال المسلحين الذين كانوا يسعون لاعتقال ضابط ميليشيا موالي، فر وينتورث وعائلته إلى حصن وليام وماري الذي كان بإمرة سلاح سكاربورو. استمرت الأوضاع بالتدهور، وركب وينتورث سفينة سكاربورو وأبحر إلى بوسطن في 23 أغسطس. بعد إرسال عائلته إلى إنجلترا، بقي في المدينة حتى أُخليت، وذهب إلى هاليفاكس في مارس 1776. بقي مع الأسطول حتى استولوا على مدينة نيويورك في سبتمبر 1776، وأبحر إلى إنجلترا أخيرًا في أوائل عام 1778. استولت حكومة نيوهامبشير التي تأسست بعد مغادرته على معظم ممتلكاته، لكنها حجزت بالأخص الصور العائلية والأثاث من قصر بورتسموث.